# カートゥーン ネットワーク・スタジオ
カートゥーン ネットワーク・スタジオ（Cartoon Network Studios）は、アメリカ合衆国のアニメーション・スタジオである。主にカートゥーン ネットワークで放送するテレビ・アニメーションを制作していたスタジオ。1994年10月21日にハンナ・バーベラの子会社として設立され、現在はワーナー・ブラザース・テレビジョン・スタジオの子会社であるが、2023年のスタジオの閉鎖時点で実質的にショーを中心となって制作する役割を終えている。

## 歴史

### 1990年代
1994年10月21日にハンナ・バーベラの子会社として、カートゥーン ネットワーク向けの新作TVアニメーションを制作するカートゥーン ネットワーク・スタジオとして創立された。2001年3月12日、ハンナ・バーベラは親会社ターナー・ブロードキャスティング・システムのさらに親会社であるワーナー・ブラザースのアニメーション制作部門ワーナー・ブラザース・アニメーションに吸収合併され消滅した。一方カートゥーン ネットワーク・スタジオはタイム・ワーナー（現：ワーナー・ブラザース・ディスカバリー）のグループ企業ながらターナーの下で存続し、ハンナ・バーベラの流れを受け継いでいる。

### 2010年代
2010年代末期に日本人である冨ケ原美菜子氏がスタジオで勤務していた。（スタジオ閉鎖までにスタジオで勤務できた日本人スタッフは美菜子氏のみである。）

### 2020年代
2022年5月11日、トム・アッシェイムが社長を辞任して去った後、ワーナー・ブラザース・テレビジョングローバルキッズ、ヤングアダルト&クラシック部門は、新しい所有者であるワーナー・ブラザース・ディスカバリーによるリストラの一環として解散し、カートゥーン ネットワーク・スタジオを含むスタジオはワーナー・ブラザース・テレビジョンの直下に移転した。
2022年10月11日、カートゥーン ネットワーク・スタジオとワーナー・ブラザース・アニメーションは、ワーナー・ブラザース・テレビジョンによる再編の一環として開発チームと制作チームを統合し、オードリー・ディールがキッズとファミリーを監督し、ピーター・ジラルディが大人向けアニメーションを監督し、サミー・パールマッターが長編アニメーション制作を監督した。合併はレーベルとしてのアウトプットに影響を与えず、カートゥーン ネットワーク・スタジオは引き続きオリジナルコンテンツに焦点を当て、ワーナー・ブラザース・アニメーションはクラシックフランチャイズに使用される。
2023年7月9日には企業再編の影響からスタジオの移転（つまり、事実上のスタジオの廃統合）が決まり、2023年7月19日にはスタジオの関係者が社屋の外で記念撮影を行った。その後、2023年8月1日までにスタジオから全員が退去することが確定していた。そのため、Adult Swimの作品を除く場合、スタジオの閉鎖まで制作され続けた作品は「Craig of the Creek（日本未上陸）」、「サマーキャンプアイランド」、「ぼくらベビーベアーズ」、「Adventure Time: Fionna and Cake（Max限定配信、日本未上陸）」などになった。スタジオ廃止後は、ワーナー・ブラザース・ロットに隣接し、800,000平方フィート以上のオフィススペースを持つ2棟の建物であるセカンド・センチュリー・デベロップメントに移転し、事実上カートゥーン ネットワーク・スタジオのほとんどの制作陣はワーナー・ブラザース本部にあるワーナー・アニメーション、ハンナ・バーべラ・スタジオ・ヨーロッパなどに移籍されたことになる。同年12月5日、ハリウッド・プロダクション・センターが旧CNビルに再び移転したことが明らかになった。つまり、スタジオの建物は取り壊されない代わりに空き家状態となった。ブライアン・A・ミラーは、HPCが常にこの建物を所有しており、カートゥーン ネットワークが長期賃貸借契約を結んでいることを明らかにした。
カートゥーン ネットワーク・スタジオ本部で制作された作品は事実上打ち止めとなったため、それ以降で2025年現在におけるCN全体の新作はほとんどが「ティーン・タイタンズGO」や「タイニー・トゥーンズのハチャメチャ学園」などのワーナー・ブラザース・アニメーション作品のみである。「CARTOON NETWORK STUDIOS」制作を名乗る作品はスタジオの本建物以外で制作された作品に移行していく可能性が高い。
2024年4月8日、スタジオの旧建物にある落書きされた階段が3Dモデル化され、公式からウェブサイト上で公開された。

## 制作作品
『カウ&チキン』のようにカートゥーン ネットワーク・スタジオが設立される前に製作が終了した作品、『エド エッド エディ』や『KND ハチャメチャ大作戦』のように完全外注の作品は除く。また、『ティーン・タイタンズGO!』のようにワーナーアニメーション製の作品も除く。2001年以降にカートゥーン ネットワーク・スタジオで製作された作品は、本編の最後に「CARTOON NETWORK STUDIOS」のロゴが作品ごとに応じた演出で表示された後、2001年〜2016年の作品は「CARTOON NETWORK A Time Warner Company」（2003年より前の作品は「CARTOON NETWORK An AOL Time Warner Company」）のロゴとCARTOON CARTOONSのジングル・演出が約3秒間同時に流れる。2016年〜2022年の作品の場合は、CNの立方体ロゴが互いに合体した後に「CARTOON NETWORK」のロゴになる演出が放映される。2021年以降のスタジオロゴの再度リニューアル以降は後者の演出が削除されている。前者のロゴはパイロット版作品でも放映される。
2023年のカートゥーン ネットワーク・スタジオ閉鎖後、残った放映作品であるInvinsible Fight Girl（全10話）、Craig of the Creek（シーズン5・6のみ10話制作）についても2025年内に全てのエピソードが放映される可能性が高く、今後はハンナ・バーべラ・スタジオ・ヨーロッパ（おかしなガムボールなどの製作）などを中心に新作が放映される。

### テレビシリーズ
初代、2代目、3代目ロゴ（1990年代）
- ホワット・ア・カートゥーン!（英語版）（1996年 - 1997年）※若手クリエイターの発掘番組[8]
- デクスターズラボ（1996年 - 1997年、2001年 - 2003年、シーズン3以降のみ作画担当が外注だがクレジット表記あり）
- ジョニー・ブラボー（1997年、1999年 - 2004年、シーズン4のみ制作）
- カウ&チキン（1997年 - 1999年）
- パワーパフガールズ（2002年 - 2005年、作画担当は全話外注だがシーズン4以降はクレジット表記あり）

3代目ロゴ（2000年代）
- Time Squad（英語版）（2001年 - 2003年）
- サムライジャック（共同制作：ウィリアムズ・ストリート（シーズン5のみ） / 2001年 - 2004年、2017年）
- グリム&イービル（2001年 - 2003年）
- Harvey Birdman, Attorney at Law（英語版）（共同制作：アライド・アーツ&サイエンス（シーズン1（第2話 - 第4話）、シーズン2（第1話のみ））、2002年 - 2003年）
- Whatever Happened to... Robot Jones?（英語版）（2002年 - 2003年）
- ビリー&マンディ（2003年 - 2008年）
- スター・ウォーズ クローン大戦（共同制作：ルーカスフィルム / 2003年 - 2005年）
- ジョニー・ブラボー（2004年）
- Megas XLR（共同制作：ティットマウス（英語版） / 2004年 - 2005年）
- フォスターズ・ホーム（2004年 - 2008年）
- ハイ!ハイ! パフィー・アミユミ（共同制作：レネゲード・アニメーション（英語版） / 2004年 - 2006年）[注釈 3]
- The Life and Times of Juniper Lee（英語版）（2005年 - 2007年）
- キャンプ・ラズロ（2005年 - 2008年）
- クラスメイトはモンキー（2005年 - 2008年）
- ベン10（2005年 - 2008年）
- Squirrel Boy（英語版）（2006年 - 2007年）
- クラス・オブ・ミュージック!（共同制作：トム・リンチ・カンパニー、モクシー・タートル / 2006年 - 2008年）
- Out of Jimmy's Head（英語版）（共同制作：ブルックウェル・マクナマラ・エンターテインメント / 2007年 - 2008年）※実写+アニメーション
- トランスフォーマーアニメイテッド（共同制作：スタジオ4℃、ムークDLE、アンサー・スタジオ、亜細亜堂 / 2007年 - 2009年）
- チャウダー（2007年 - 2010年）
- ベン10 エイリアンフォース（2008年 - 2010年）
- Cartoon Network's Wedgies（2008年）
- The Marvelous Misadventures of Flapjack（英語版）（2008年 - 2010年）
- アドベンチャー・タイム（共同制作：フレドレター・スタジオ / 2010年 - 2018年）
- ベン10 アルティメットエイリアン（2010年 - 2012年）
- ジェネレーター・レックス（2010年 - 2013年）

4代目、5代目ロゴ
- The Cartoonstitute（英語版）（2010年）
- レギュラーSHOW〜コリない2人〜（2010年 - 2017年）
- Tower Prep（英語版）（共同制作：ドルフィン･エンターテインメント / 2010年）※実写
- Sym-Bionic Titan（英語版）（共同制作：オーファネージ・アニメーション・スタジオ / 2010年 - 2011年）
- Robotomy（英語版）（2010年 - 2011年）
- The Problem Solverz（英語版）（共同制作：ミラリ・フィルム / 2010年 - 2013年）
- Secret Mountain Fort Awesome（英語版）（2011年 - 2012年）
- レベルアップ（英語版）（共同制作：アライブ&キッキング・プロダクション / 2011年 - 2013年）※実写
- ベン10 オムニバース（2012年 - 2014年）
- Incredible Crew（英語版）（共同制作：N'クレディブル・エンターテインメント / 2012年 - 2013年）※実写
- おっはよー!アンクル・グランパ（2013年 - 2017年）
- スティーブン・ユニバース（2013年 - 2019年）
- ぼくはクラレンス!（2014年 - 2018年）
- ミクセル（2014年 - 2016年）
- ぼくらベアベアーズ（2015年 - 2019年）
- パワーパフガールズ（リブート版）（2016年 - 2019年）
- マイティ・マジソード（2016年 - 2019年）
- ベン:10（リブート版）（2016年 - 2021年）
- Dream Corp LLC（英語版）（2016 - 2020年）
- OK K.O.! めざせヒーロー（2017年 - 2019年）
- Apple & Onion（英語版）（2018年 - 2021年）
- Craig of the Creek（2018年 - 2025年）
- Joe Pera Talks with You（英語版）（2018年 - 2021年）
- Mostly 4 Millennials（英語版）（2018年）
- サマーキャンプ・アイランド（2018年 - ）
- Tropical Cop Tales（英語版）（2018年 - 2019年）
- ビクター&バレンティノ（2019年 - 2022年）
- マオマオ ピュアハートのヒーロー（2019年 - 2020年）
- インフィニティトレイン（英語版）（2019年 - 2021年）
- プライマル（英語版）（2019年 - ）
- スティーブン・ユニバース・フューチャー（2019年 - 2020年）
- Three Busy Debras（英語版）（2020年 - 2022年）
- JJ Villard's Fairy Tales（英語版）（2020年）
- アドベンチャー・タイム 遥か遠い世界で（2020年 - 2021年、Max優先配信）
- Close Enough（英語版）（2020年 - 2022年、Max優先配信）[注釈 5]
- Tig n' Seek（英語版）（2020年 - 2022年、Max優先配信）
- The Fungies!（英語版）（2020年 - 2021年、Max優先配信）

6代目ロゴ
- ぼくらベビーベアーズ（2021年 - ）
- Unicorn: Warriors Eternal（英語版）（2023年）
- Adventure Time: Fionna and Cake（シーズン1)（英語版）（2023年、Max優先配信）
- Invincible Fight Girl（2024年 - ）
- Jessica's Big Little World（英語版）（2023年 - 2024年）
- Adventure Time: Heyo BMO（未定）
- Adventure Time: Fionna and Cake（シーズン2)（英語版）（未定）
- Battu（未定）
- アドベンチャー・タイムの名称不明の劇場版（未定）

### TVスペシャル・事実上の劇場版
実際に劇場で公開されたのは『パワーパフガールズ・ムービー』のみで、それ以外は事実上のOVAであり、カートゥーン ネットワーク、映像用ディスクメディアかMaxのみで視聴できる。
- 原始家族フリントストーンのレッツ・ロカプルコ（英語版）（2001年）
- パワーパフガールズ・ムービー（2002年）
- パワーパフガールズ:ザ・ファイト・ビフォア・クリスマス（2003年）
- ベン10:オムニトリックスの秘密（2007年）
- キャンプ・ラズロ ラズロはどこ?（2007年）
- ベン10:時との戦い（英語版）（2007年、共同制作：トルーパー・プロダクション）
- フォスターズ・ホームは永遠に（英語版）（2008年）
- ベン10:謎のチップを追え!（英語版）（2009年、共同制作：トルーパー・プロダクション）
- パワーパフガールズ：ダンスパンツにご用心!（2014年、共同制作：パッション・ピクチャーズ、Je Suis Bien Content、Planktoon Studios）
- レギュラーSHOW〜コリない2人〜 ザ・ムービー（2015年）
- The Adult Swim Golf Classic: Daly vs. Scott（2015年）
- Joe Pera Helps You Find the Perfect Christmas Tree（2015年）
- スティーブン・ユニバース ザ・ムービー（2019年）
- ぼくらベアベアーズ ザ・ムービー（2020年）
- Craig Before the Creek（英語版）（2023年）

## ロゴ

### 2代目ロゴ（1996年 - 1997年）
以上2つ、『ホワット・ア・カートゥーン!』および『デクスターズラボ』（シーズン1のみ）のCNスタジオ発足直後のロゴ。

### 3代目ロゴ（2001年 - 2012年）
『サムライジャック』（シーズン5を除く）、『ビリー&マンディ』、『Megas XLR』、『フォスターズ・ホーム』、『キャンプ・ラズロ』、『クラスメイトはモンキー』、『- アルティメットエイリアン』以前の『ベン10』シリーズ、『クラス・オブ・ミュージック!』、『チャウダー』、『アドベンチャー・タイム』（シーズン1のみ）、『ジェネレーター・レックス』（シーズン1のみ）及び、2001年制作分以降の『ジョニー・ブラボー』、『デクスターズラボ』（シーズン3〜シーズン4）ならびに『パワーパフガールズ』。
作品に応じてキャラクターのミニアニメーションが入る。

### 4代目ロゴ（2010年 - 2015年）
『アドベンチャー・タイム』（シーズン2〜シーズン5前半）、『ジェネレーター・レックス』（シーズン2以降）、『レギュラーSHOW〜コリない2人〜』（シーズン4まで）、『ベン10 オムニバース』（シーズン4まで）及び『パワーパフガールズ：ダンスパンツにご用心!』。
作品に応じてロゴ右下の白い正方形の中にキャラクターのミニアニメーションが入る。

### 5代目ロゴ（2013年 - 2025年）
『サムライジャック』（シーズン5のみ）、『アドベンチャー・タイム』（シーズン5後半以降）、『レギュラーSHOW〜コリない2人〜』（シーズン5以降）、『ベン10 オムニバース』（シーズン5以降）、『おっはよー!アンクル・グランパ』、『スティーブン・ユニバース』、『ぼくはクラレンス!』、『ぼくらベアベアーズ』、『パワーパフガールズ』（2016年リブート版）、『ベン:10』（2016年リブート版）、『マイティ・マジソード』、『十分近い』（シーズン3を除く）など。
3代目同様、作品に応じてキャラクターのミニアニメーションが入る。

### 6代目ロゴ（2022年 - ）
ワーナー・ブラザース・ディスカバリーが誕生してからスタジオが閉鎖する短い間のみ導入されたもの。
作品に応じてロゴの裏返しにキャラクターのミニアニメーションが入る。